# Chrouy Neang Nguon
Chrouy Neang Nguon ist eine Gemeinde im Bezirk Srei Snam, Provinz Siem Reap, Kambodscha. Die geschätzte Einwohnerzahl betrug im März 2019 etwa 7713 Personen. Die Gemeinde erstreckt sich über eine Fläche von 77,45 km² und weist eine Bevölkerungsdichte von rund 99,59 Einwohnern pro Quadratkilometer auf.
Geografisch gesehen befindet sich Chrouy Neang Nguon im Nordwesten des Landes, nicht weit entfernt vom Tonle-Sap-See sowie den antiken Tempelruinen von Angkor und Angkor Wat. In der Region finden sich historische Stätten wie der Kok Mom-Tempel, der „Feuerwache“-Tempel, die Spean-Khmeng-Brücke mit 35 Metern Länge und 9 Metern Breite sowie der Yaey-Tei-Tempel, ein alter Backsteintempel, der von einem Wassergraben umgeben war.